# Stenus parallelus
Stenus parallelus är en skalbaggsart som beskrevs av Thomas Casey. Stenus parallelus ingår i släktet Stenus och familjen kortvingar. Inga underarter finns listade i Catalogue of Life.